# 2018年英國大獎賽
2018年英國大獎賽（英語：2018 British Grand Prix），官方名稱為2018年一級方程式賽車勞力士英國大獎賽（英語：Formula 1 2018 Rolex British Grand Prix），是2018年7月6日舉辦於英國的一場一級方程式賽車賽事。比賽在銀石賽道進行，總計52圈。這是2018年世界一級方程式錦標賽的第10場分站賽事，以及自1926年開辦以來的第73屆英國大獎賽，同時也是自1950年併入世界錦標賽後第52度舉辦於銀石賽道。
上一分站奧地利大獎賽中，梅賽德斯車隊兩輛賽車雙雙退賽，法拉利車隊以247分的積分優於梅賽德斯車隊的237分。法拉利車手賽巴斯蒂安·維特爾也以1分的差距領先此賽道的衛冕冠軍路易斯·漢米爾頓。地主車手路易斯·漢米爾頓在英國大獎賽是連續四屆的應屆冠軍，並在銀石賽道獲勝五次。

## 賽事簡報

### 賽道
本屆賽事增加一個DRS使用區域，擴展到三個。新增的區域為起跑線上的直線道，選手有機會在開著DRS的情況下通過第一個彎道——修道院彎（Abbey Corner）。

### 輪胎
| 乾地用胎 | 乾地用胎 | 乾地用胎 | 濕地用胎 | 濕地用胎 |
| -------- | -------- | -------- | -------- | -------- |
| 軟胎     | 中性胎   | 硬胎     | 半雨胎   | 全雨胎   |

在今年的銀石賽道上，冰藍色（ice-blue）的硬胎在2018賽季首度亮相，另外兩種輪胎配方則是白色的中性胎，以及黃色的軟胎。本場大獎賽的輪胎配方也是今年賽季到目前為止使用最硬的配方組合。

### 練習賽
第一次自由練習中，梅賽德斯車隊包攬一、二位，第一名為路易斯·漢米爾頓。甫拿下生涯第四勝的紅牛車手馬克斯·維斯塔潘遭遇變速箱故障；同樣在上一分站有好成績的羅曼·格羅斯讓在DRS保持開啟的情況，於第一彎衝出跑道並撞上防護牆，將無法在第二次練習賽中出賽。
第二次自由練習，法拉利車手賽巴斯蒂安·維特爾拿下頭名，梅賽德斯兩位車手分居二、三名。麥拉倫車手費爾南多·阿隆索躍居到第六位，他的第一段練習是在第十五名；雷諾車隊的尼可·賀根堡也有大幅進步，從第十八名上升到第七位。上一段練習中就有狀況的馬克斯·維斯塔潘，在本次練習賽進行不到兩圈的時間就衝出賽道並上牆，導致車子右側受損，無法繼續進行練習；紅牛二隊的皮埃爾·蓋斯利也遇到了一些狀況，他因為引擎問題被迫停止在賽道旁，引擎供應商本田證實蓋斯利的賽車是使用週五練習賽專用的高里程數動力單元，在星期六將會更換動力元件。
第三次自由練習，路易斯·漢米爾頓以0.093秒的差距位居第一，第二名則是法拉利車手奇米·雷克南。賽巴斯蒂安·維特爾因為脖子不適，僅做八圈的練習，本次練習賽為第四名。紅牛二隊車手布蘭登·哈特利因為左前方懸吊系統故障，賽車在直線高速行駛時直接失控上牆，嚴重的事故有可能使他無法進行排位賽，所幸的是哈特利本人並沒有大礙。

### 排位賽
排位賽第一階段，地主車隊威廉斯就有著艱辛的開始，蘭斯·斯托爾跟謝爾蓋·希洛金相繼滑出賽道，前者更是無法做出單圈成績。紅牛二隊的布蘭登·哈特利因為賽車在第三段練習發生嚴重事故而沒有於排位賽出現。此階段做出最快單圈的是賽巴斯蒂安·維特爾，時間為1:26.585，刷新賽道單圈時間。
第二階段，積分前三的車隊佔據前六名。哈斯車隊延續近期的好表現，兩位車手皆晉級到第三階段；薩伯小將夏爾·勒克萊爾繼法國大獎賽後再次跑入最後階段，還有一位能晉級第三階段的車手是印度威力的法國車手埃斯特班·奧康。地主車手路易斯·漢米爾頓再次刷新紀錄，將時間推進到1:26.256。
第三階段的開始，賽巴斯蒂安·維特爾以0.057秒的差距領先於路易斯·漢米爾頓暫居第一，紅牛車隊在本站沒有過多的競爭力，位居第三排。倒數的衝刺階段，漢米爾頓以1:25.892的新賽道紀錄躍居第一，領先維特爾0.044秒，而法拉利車手並沒有辦法超越這位銀石賽道五冠王的成績，奇米·雷克南以0.098秒的差距排名第三，第四名是梅賽德斯車手維爾特利·鮑達斯，兩位芬蘭車手將一起在第二排起跑。漢米爾頓連續四年拿下英國大獎賽的桿位，也是在銀石賽道的第六次，成為該賽道最多頭位紀錄。另外，這也是漢米爾頓在梅賽德斯車隊的第50個桿位，在單一車隊最多桿位紀錄的是七屆世界冠軍麥可·舒馬克在法拉利的58次。這位英國車手在自家主場奪下桿位後，情緒特別激動，因為進行排位賽的同時，英格蘭正在世界盃八強賽中迎戰瑞典，他想要用自身的成績來為英國體育加油打氣。如同漢米爾頓在自家主場的好表現，英格蘭最終以2:0獲勝，睽違28年再次進入世界盃四強，梅賽德斯的英國車手也將在星期日挑戰英國大獎賽的第六座分站冠軍。

### 正賽
在銀石賽道四連霸，並且五冠六桿位的地主車手路易斯·漢米爾頓，今年英國大獎賽的起跑對他來說絕對是最艱難的一次。52圈的比賽開始，漢米爾頓毫無優勢，後方的法拉利車手賽巴斯蒂安·維特爾以及自己的隊友維爾特利·鮑達斯在第一彎後就佔據一、二位，到了第三彎，漢米爾頓的右後輪與後方奇米·雷克南的左前輪有所碰撞而滑出賽道，名次也幾乎落在倒數位置，雷克南遭判罰十秒加時，於第十四圈進維修區時進行處罰。狀況不斷的衛冕冠軍仍然保有速度，在接下來的十圈左右很快地上到第六位。
第19圈，薩伯的夏爾·勒克萊爾從維修區出來後沒多久後就停在賽道外，被迫退賽。接下來的期間，車手們陸續開始進站換胎。第31圈時，紅牛車手丹尼爾·里卡多甚至進行第二次換胎。第32圈，另一位薩伯選手马库斯·埃里克松在過第一彎時失控衝出賽道，這位瑞典車手的事故也使安全車出動。兩輛法拉利以及紅牛的馬克斯·維斯塔潘選擇在安全車時第二次進站，並換上黃胎；梅賽德斯車隊則有不同選擇，他們讓兩輛賽車繼續待在賽道上，分別位居一、三位，不過輪胎是白色的中性胎。
第38圈賽事重新進行，第四位的維斯塔潘跟第五位的雷克南展現精彩的攻防戰，沒有多久後，後方的車手出現了碰撞：雷諾車手小卡洛斯·塞恩斯及哈斯車手羅曼·格羅斯讓在過彎時碰撞，兩輛賽車一起被帶到賽道外，安全車再次出場。此時前六名與第一次安全車時相同：依序為鮑達斯、維特爾、漢米爾頓、維斯塔潘、雷克南，以及里卡多。
第42圈，比賽再次開始，奇米·雷克南在競賽重啟的下一圈超越馬克斯·維斯塔潘上到第四，紅牛車手後來也因為車子的問題退賽。在最前面的梅賽德斯車手維爾特利·鮑達斯努力的在擋住維特爾的進攻，但在第47圈維特爾成功超越，再接下來兩圈中相繼讓漢米爾頓通過，並被雷克南超越，賓士的芬蘭車手最終與頒獎台擦身而過，以第四名坐收。終場，賽巴斯蒂安·維特爾拿下分站冠軍，挑戰英國大獎賽五連冠的路易斯·漢米爾頓在經歷碰撞事故後拿下第二，同樣是碰撞事故主角並遭判罰的奇米·雷克南則是第三。

### 賽後
果不其然，銀箭與紅軍在第一圈的碰撞成為本次英國大獎賽的焦點，梅賽德斯執行長托托·沃爾夫對此相當不滿，因為在法國站已經有對手賽巴斯蒂安·維特爾與維爾特利·鮑達斯的前車之鑑，當時駕駛梅賽德斯賽車的芬蘭車手僅能以第七名完賽。而梅賽德斯的技術總監詹姆斯·埃里森更說道：「這不是故意的，就是無能的。」梅賽德斯的另一位大老尼基·勞達認為最近三站，法拉利兩次與梅賽德斯賽車的碰撞，既不公平也並不有趣。另一主角奇米·雷克南在賽後記者會被問到覺得10秒的判罰是否公平，芬蘭車手表示這是他的錯誤，他能做的就是接受判罰並持續在賽道中戰鬥。對於被質疑是有戰術或是蓄意的法拉利車隊，賽巴斯蒂安·維特爾表示：若覺得事故的發生是故意的話，那是相當愚蠢的，在法國大獎賽的碰撞，他的賽車同樣有受損，沒有必要說成是故意的。

## 賽事結果

### 排位賽成績
| 名次               | 車號 | 車手              | 車隊              | 排位賽時間 | 排位賽時間 | 排位賽時間 | 發車位 |
| 名次               | 車號 | 車手              | 車隊              | 第一階段   | 第二階段   | 第三階段   | 發車位 |
| ------------------ | ---- | ----------------- | ----------------- | ---------- | ---------- | ---------- | ------ |
| 1                  | 44   | 路易斯·漢米爾頓   | 梅賽德斯          | 1:26.818   | 1:26.256   | 1:25.892   | 1      |
| 2                  | 5    | 賽巴斯蒂安·維特爾 | 法拉利            | 1:26.585   | 1:26.372   | 1:25.936   | 2      |
| 3                  | 7    | 奇米·雷克南       | 法拉利            | 1:27.549   | 1:26.483   | 1:25.990   | 3      |
| 4                  | 77   | 維爾特利·鮑達斯   | 梅賽德斯          | 1:27.025   | 1:26.413   | 1:26.217   | 4      |
| 5                  | 33   | 馬克斯·維斯塔潘   | 紅牛-豪雅         | 1:27.309   | 1:27.013   | 1:26.602   | 5      |
| 6                  | 3    | 丹尼爾·里卡多     | 紅牛-豪雅         | 1:27.979   | 1:27.369   | 1:27.099   | 6      |
| 7                  | 20   | 凱文·馬格努森     | 哈斯-法拉利       | 1:28.143   | 1:27.730   | 1:27.244   | 7      |
| 8                  | 8    | 羅曼·格羅斯讓     | 哈斯-法拉利       | 1:28.086   | 1:27.522   | 1:27.455   | 8      |
| 9                  | 16   | 夏爾·勒克萊爾     | 薩伯-法拉利       | 1:27.962   | 1:27.790   | 1:27.879   | 9      |
| 10                 | 31   | 埃斯特班·奧康     | 印度威力-梅賽德斯 | 1:28.279   | 1:27.843   | 1:28.194   | 10     |
| 11                 | 27   | 尼可·賀根堡       | 雷諾              | 1:28.017   | 1:27.901   |            | 11     |
| 12                 | 11   | 塞吉歐·培瑞茲     | 印度威力-梅賽德斯 | 1:28.210   | 1:27.928   |            | 12     |
| 13                 | 14   | 費爾南多·阿隆索   | 麥拉倫-雷諾       | 1:28.187   | 1:28.139   |            | 13     |
| 14                 | 10   | 皮埃爾·蓋斯利     | 紅牛二隊-本田     | 1:28.399   | 1:28.343   |            | 14     |
| 15                 | 9    | 马库斯·埃里克松   | 薩伯-法拉利       | 1:28.249   | 1:28.391   |            | 15     |
| 16                 | 55   | 小卡洛斯·塞恩斯   | 雷諾              | 1:28.456   |            |            | 16     |
| 17                 | 2    | 斯托弗·范多恩     | 麥拉倫-雷諾       | 1:29.096   |            |            | 17     |
| 18                 | 35   | 謝爾蓋·希洛金     | 威廉斯-梅賽德斯   | 1:29.252   |            |            | PL1    |
| 107%時間：1:32.645 |      |                   |                   |            |            |            |        |
| —                  | 18   | 蘭斯·斯托爾       | 威廉斯-梅賽德斯   | 未做時間   |            |            | PL1    |
| —                  | 28   | 布蘭登·哈特利     | 紅牛二隊-本田     | 未做時間   |            |            | PL2    |
| 來源：             |      |                   |                   |            |            |            |        |

註記：
- ^1  – 謝爾蓋·希洛金和蘭斯·斯托爾在正賽前的非更改期間對車輛進行調整，依規定必須從維修區起跑。
- ^2  – 布蘭登·哈特利在第一階段未能做出時間，在賽會幹事准許下才得以出賽。由於調整了安全設備，因此從維修區起跑。

### 正賽成績
| 名次   | 車號 | 車手              | 車隊              | 圈數 | 時間/退賽   | 發車位 | 積分 |
| ------ | ---- | ----------------- | ----------------- | ---- | ----------- | ------ | ---- |
| 1      | 5    | 賽巴斯蒂安·維特爾 | 法拉利            | 52   | 1:27:29.784 | 2      | 25   |
| 2      | 44   | 路易斯·漢米爾頓   | 梅賽德斯          | 52   | +2.264      | 1      | 18   |
| 3      | 7    | 奇米·雷克南       | 法拉利            | 52   | +3.652      | 3      | 15   |
| 4      | 77   | 維爾特利·鮑達斯   | 梅賽德斯          | 52   | +8.883      | 4      | 12   |
| 5      | 3    | 丹尼爾·里卡多     | 紅牛-豪雅         | 52   | +9.500      | 6      | 10   |
| 6      | 27   | 尼可·賀根堡       | 雷諾              | 52   | +28.220     | 11     | 8    |
| 7      | 31   | 埃斯特班·奧康     | 印度威力-梅賽德斯 | 52   | +29.930     | 10     | 6    |
| 8      | 14   | 費爾南多·阿隆索   | 麥拉倫-雷諾       | 52   | +31.115     | 13     | 4    |
| 9      | 20   | 凱文·馬格努森     | 哈斯-法拉利       | 52   | +33.188     | 7      | 2    |
| 10     | 11   | 塞吉歐·培瑞茲     | 印度威力-梅賽德斯 | 52   | +34.708     | 12     | 1    |
| 11     | 2    | 斯托弗·范多恩     | 麥拉倫-雷諾       | 52   | +35.774     | 17     |      |
| 12     | 18   | 蘭斯·斯托爾       | 威廉斯-梅賽德斯   | 52   | +38.106     | PL     |      |
| 13     | 10   | 皮埃爾·蓋斯利     | 紅牛二隊-本田     | 52   | +39.1292    | 14     |      |
| 14     | 35   | 謝爾蓋·希洛金     | 威廉斯-梅賽德斯   | 52   | +48.113     | PL     |      |
| 152    | 33   | 馬克斯·維斯塔潘   | 紅牛-豪雅         | 46   | 煞車        | 5      |      |
| Ret    | 8    | 羅曼·格羅斯讓     | 哈斯-法拉利       | 37   | 碰撞        | 8      |      |
| Ret    | 55   | 小卡洛斯·塞恩斯   | 雷諾              | 37   | 碰撞        | 16     |      |
| Ret    | 9    | 马库斯·埃里克松   | 薩伯-法拉利       | 31   | 事故        | 15     |      |
| Ret    | 16   | 夏爾·勒克萊爾     | 薩伯-法拉利       | 18   | 輪胎        | 9      |      |
| Ret    | 28   | 布蘭登·哈特利     | 紅牛二隊-本田     | 1    | 動力連接器  | PL     |      |
| 來源： |      |                   |                   |      |             |        |      |

註記：
- ^1  – 皮埃爾·蓋斯利原本以第十名完賽，但因造成碰撞事故，成績須加罰五秒。
- ^2  – 馬克斯·維斯塔潘未完成賽事，但已完成90%的原定賽程，因此有排名。

### 賽後排名
|   | 名次 | 車手              | 積分 |
| - | ---- | ----------------- | ---- |
|   | 1    | 賽巴斯蒂安·維特爾 | 171  |
|   | 2    | 路易斯·漢米爾頓   | 163  |
|   | 3    | 奇米·雷克南       | 116  |
|   | 4    | 丹尼爾·里卡多     | 106  |
| 1 | 5    | 維爾特利·鮑達斯   | 104  |

|  | 名次 | 車隊        | 積分 |
|  | ---- | ----------- | ---- |
|  | 1    | 法拉利      | 287  |
|  | 2    | 梅賽德斯    | 267  |
|  | 3    | 紅牛-豪雅   | 199  |
|  | 4    | 雷諾        | 70   |
|  | 5    | 哈斯-法拉利 | 51   |

## 外部連結
| 上一場： 2018年奧地利大獎賽 | 2018年世界一级方程式锦标赛 | 下一場： 2018年德國大獎賽 |
| 上一屆： 2017年英國大獎賽   | 英國大獎賽                 | 下一屆： 2019年英國大獎賽 |